# رجل بخطة
رجل بخطة (بالإنجليزية: Man with a Plan)‏ هو مسلسل هزلي أمريكي تم بثه على سي بي إس منذ 24 أكتوبر 2016.

## روابط خارجية
- رجل بخطة على موقع IMDb (الإنجليزية)
- رجل بخطة على موقع ميتاكريتيك (الإنجليزية)
- رجل بخطة على موقع روتن توميتوز (الإنجليزية)
- رجل بخطة على موقع كينوبويسك (الروسية)
- رجل بخطة على موقع ألو سيني (الفرنسية)
- رجل بخطة على موقع قاعدة بيانات الفيلم (الإنجليزية)